# Moczydła (Suserz)
Moczydła – część wsi Suserz w Polsce położona w województwie mazowieckim, w powiecie gostynińskim, w gminie Szczawin Kościelny.
W latach 1975–1998 Moczydła należały administracyjnie do województwa płockiego.
W Moczydłach urodził się Zbigniew Chamski (1911–1940), porucznik kawalerii Wojska Polskiego, pośmiertnie odznaczony Orderem Virtuti Militari.